# James M. Roe
| Entdeckte Asteroiden: 94 | Entdeckte Asteroiden: 94 | Entdeckte Asteroiden: 94 |
| ------------------------ | ------------------------ | ------------------------ |
| Nummer und Name          | Entdeckungsdatum         |                          |
| (14217) Oaxaca           | 10. November 1999        |                          |
| (15115) Yvonneroe        | 29. Februar 2000         |                          |
| (15964) Billgray         | 19. Februar 1998         |                          |
| (15965) Robertcox        | 23. Februar 1998         |                          |
| (16191) Rubyroe          | 10. Januar 2000          |                          |
| (17823) Bartels          | 1. April 1998            |                          |
| (18024) Dobson           | 20. Mai 1999             |                          |
| (18876) Sooner           | 2. Dezember 1999         |                          |
| (24173) SLAS             | 3. Dezember 1999         |                          |
| (25331) Berrevoets       | 20. Mai 1999             |                          |
| (29524) 1998 AE          | 3. Januar 1998           |                          |
| (41941) 2000 XF          | 2. Dezember 2000         |                          |
| (43016) 1999 VM          | 2. November 1999         |                          |
| (50417) 2000 DY6         | 29. Februar 2000         |                          |
| (53160) 1999 CO4         | 11. Februar 1999         |                          |
| (56280) Asemo            | 22. Mai 1999             |                          |
| (66843) Pulido           | 1. November 1999         |                          |
| (80451) Alwoods          | 1. Januar 2000           |                          |

James M. Roe (* 1943) ist ein US-amerikanischer Amateurastronom und Asteroidenentdecker.
Der Ingenieur lebte von 1995 bis 2003 in Oaxaca de Juárez, der Hauptstadt des mexikanischen Bundesstaats Oaxaca. Dort entdeckte er in den Jahren 1998 bis 2002 insgesamt 94 Asteroiden.
Derzeit lebt er im St. Charles County im US-Bundesstaat Missouri, wo er 2004 die Alliance for Astronomy gründete, eine Non-Profit-Organisation zur Förderung der Astronomie und verwandter Wissenschaften.